# Puente de inclinación

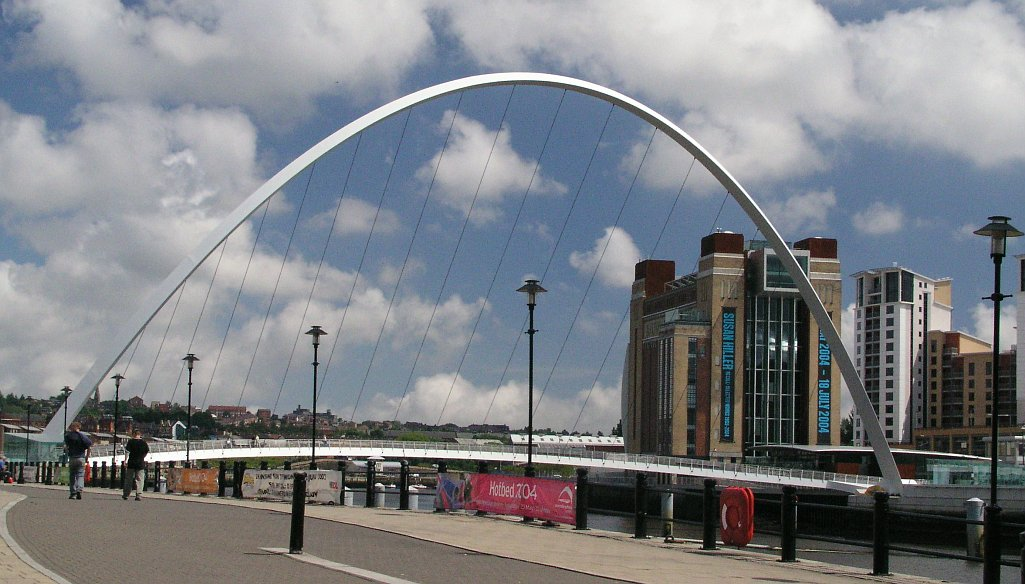
Puente del Milenio en posición cerrada.

Un puente de inclinación es un tipo de puente móvil que rota en torno a un eje longitudinal, para así permitir un gálibo mayor para el tráfico marítimo. Para ello el la plataforma del puente es cóncava permitiendo así una distancia mayor respecto al cuerpo de agua al girar 180 grados.
El puente del Milenio, situado entre las localidades inglesas de Newcastle y Gateshead sobre el río Tyne es un ejemplo de este tipo de puente y único en el mundo.

## Galería de imágenes

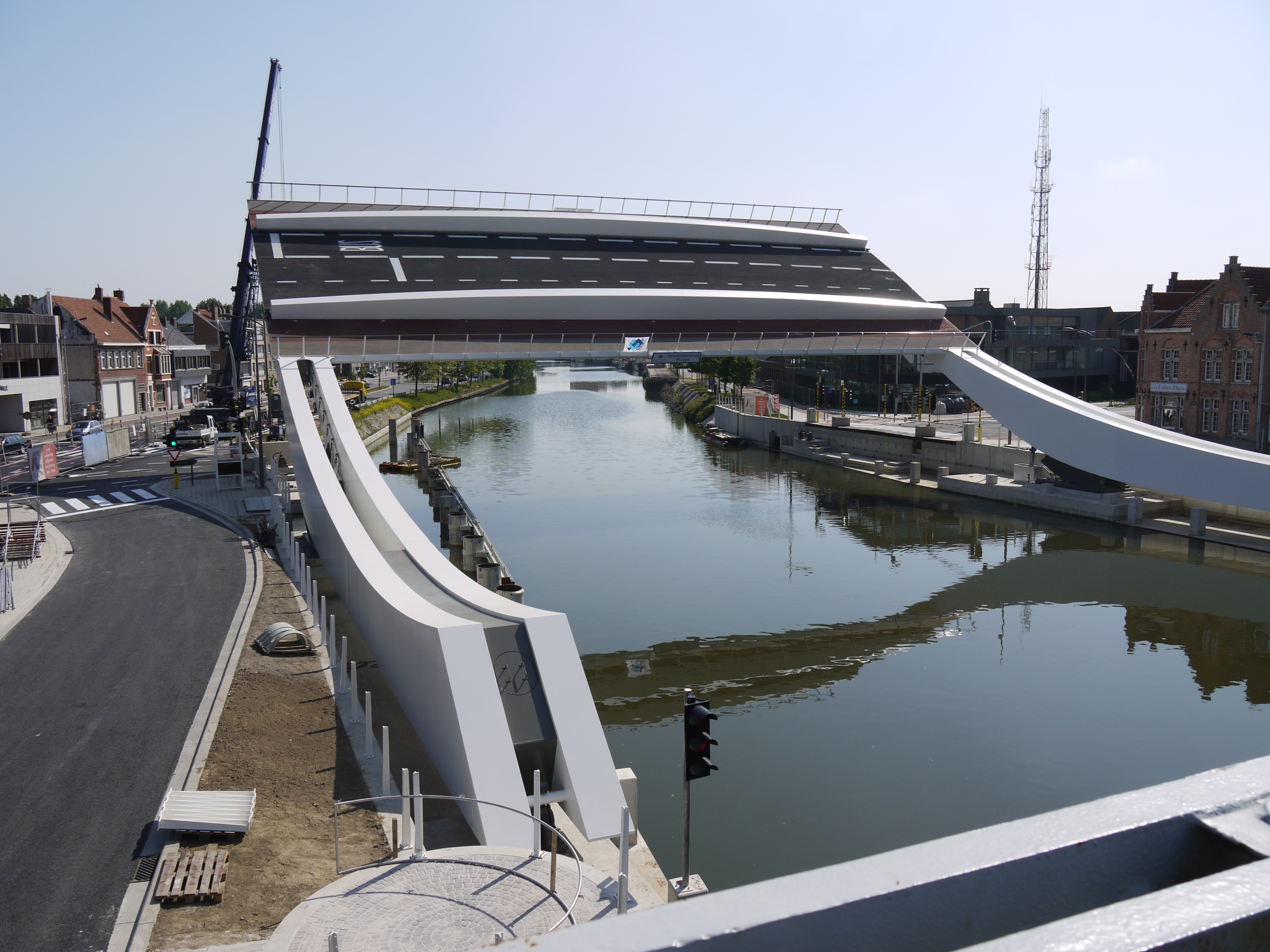
Scheepsdalebrug durante su construcción  en posición elevada
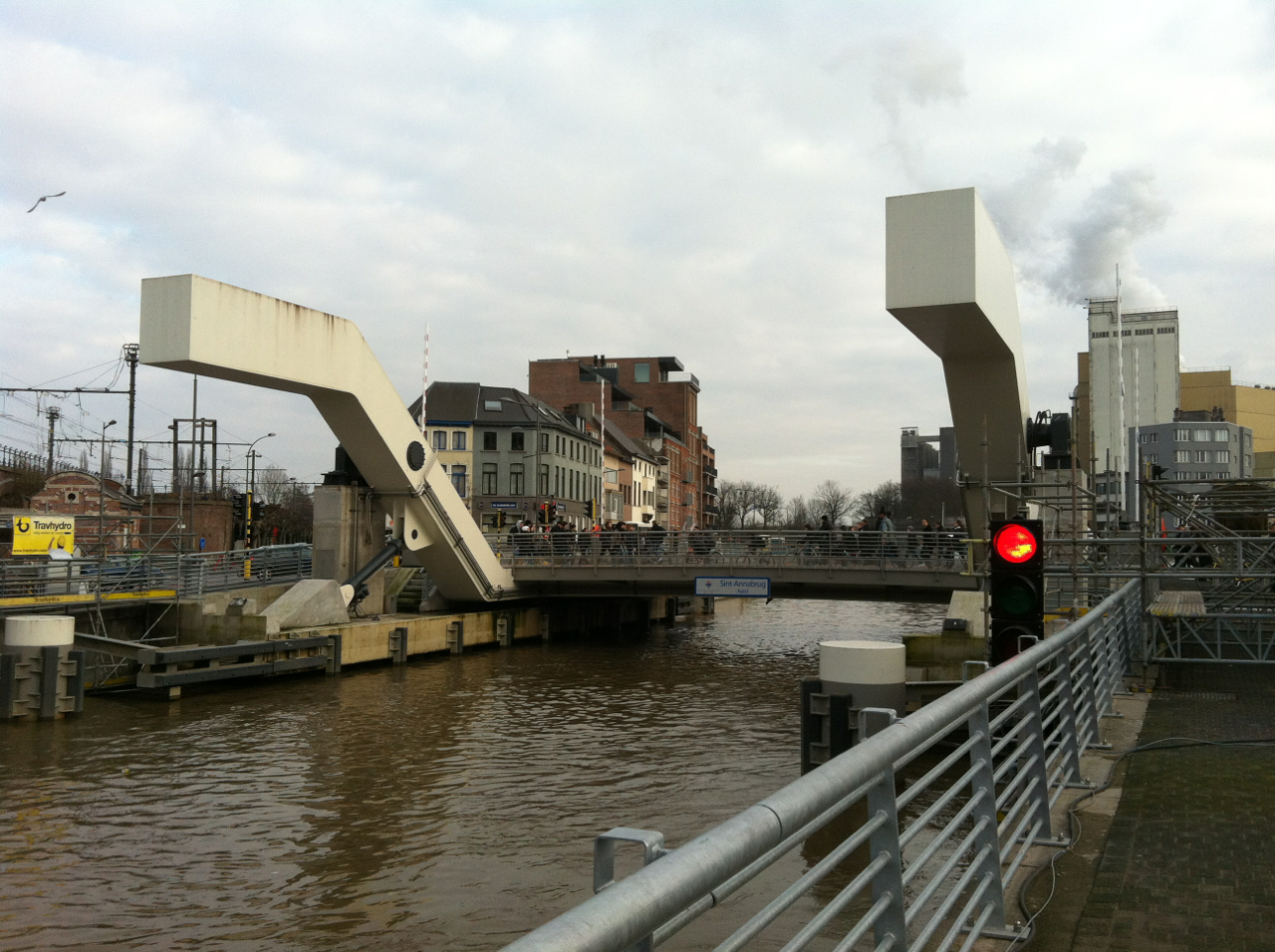
Sint-Annabrug en Aalst, Bélgica
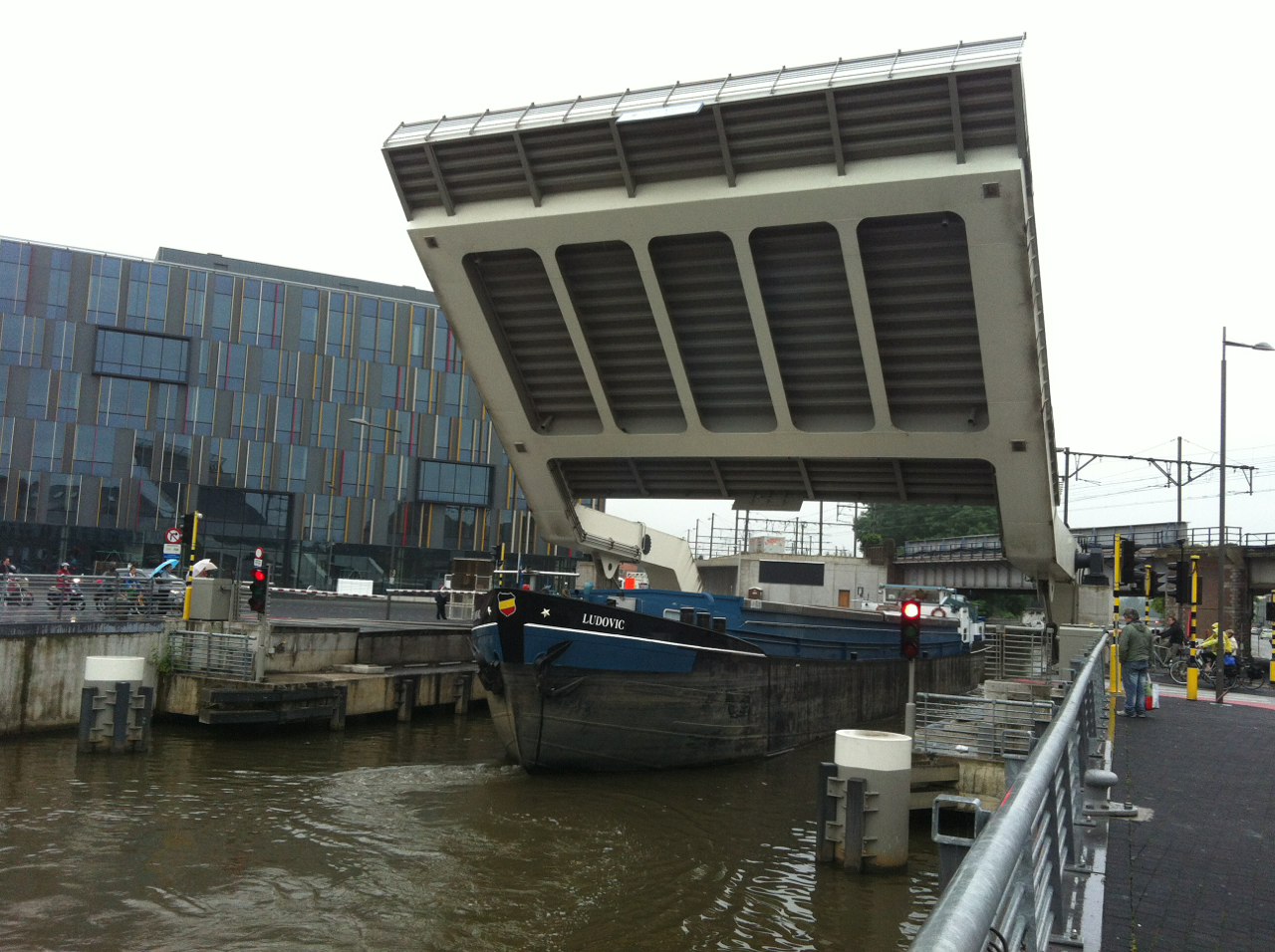
Sint-Annabrug elevado para permitir el paso de una embarcación
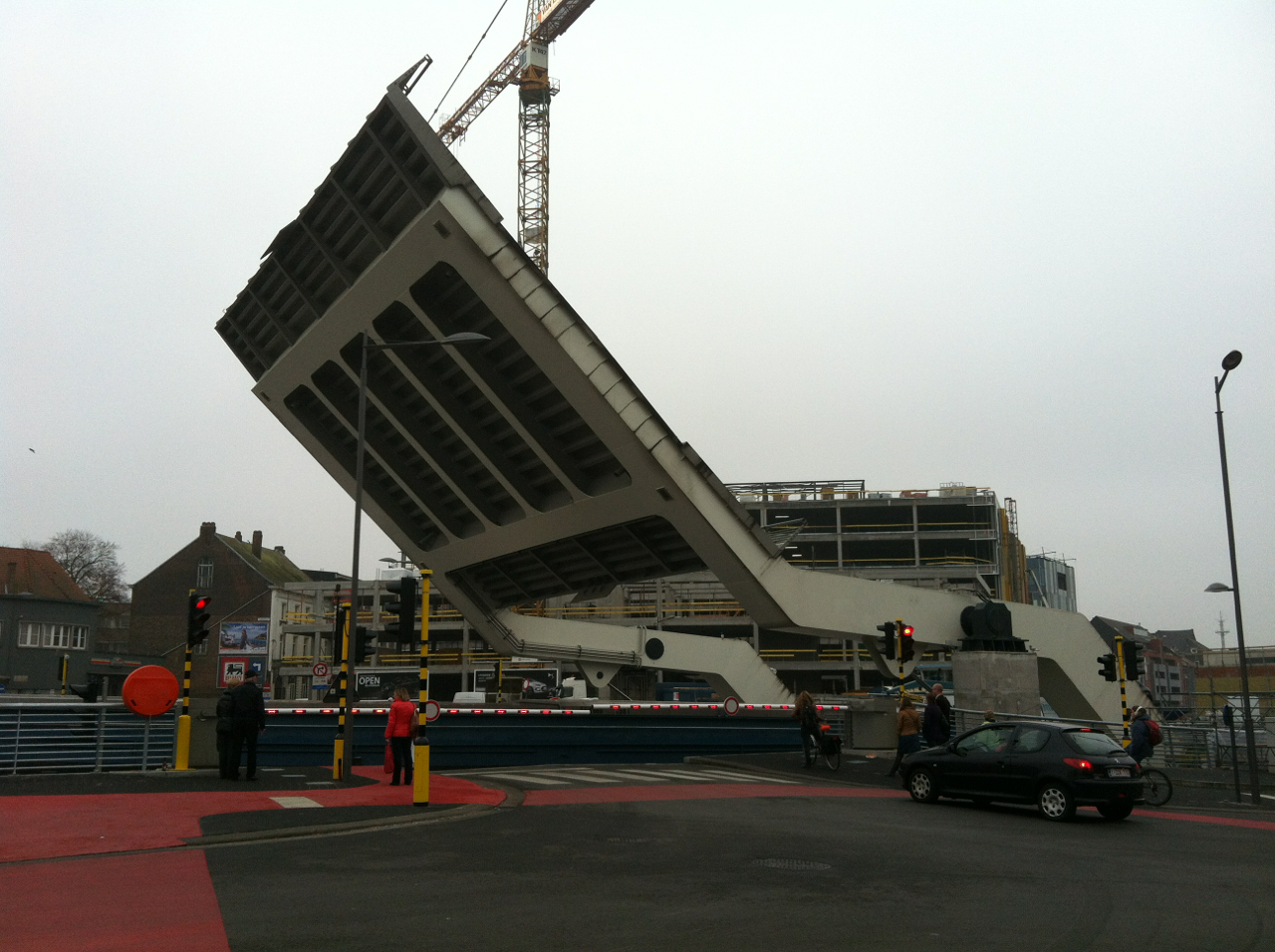
Vista frontal de Sint-Annabrug en posición  elevada